# Arbetets museum
Arbetets museum (pol. Muzeum Pracy) – muzeum poświęcone pracy jako działalności człowieka, otwarte w roku 1991 w mieście Norrköping. Muzeum nie gromadzi żadnych eksponatów, zajmuje się natomiast zbieraniem ludzkich wspomnień i historii z życia codziennego, ilustrowanych fotografią dokumentalną. Mieści się w budynku zwanym „Strykjärnet” („Żelazko”), uznanym swego czasu przez rzeźbiarza Carla Millesa za najładniejszy zakład przemysłowy w Europie. 

## Historia budynku
Budynek, w którym mieści się muzeum, jest położony na wyspie Laxholmen, pośrodku rzeki Motali. Został zbudowany w latach 1916–1917 ze zbrojonego betonu, najnowocześniejszego wówczas materiału budowlanego. Jego projektant, architekt Folke Bensow nadał mu kształt siedmiokąta, inspirując się kształtem wyspy Laxholmen. Ze względu na swój wygląd zyskał potoczna nazwę „Strykjärnet” („Żelazko”). Udekorowany żółtą sztukaterią budynek został uznany przez Carla Millesa za najładniejszy zakład przemysłowy w Europie. Do 1934 roku mieściła się w nim tkalnia. Następnie był wykorzystywany do różnych operacji wstępnych w procesie przędzenia. W szczytowym okresie pracowało w nim 600 osób, z których większość stanowiły kobiety. Jednej z nich, Alvie Carlsson, poświęcona jest wystawa stała, jedyna tego typu w muzeum. W latach 60. upadło wiele fabryk tekstylnych, ale budynki po nich pozostały. W latach 80. poddano je rewitalizacji, jako tzw. krajobraz przemysłowy (szw. industrilandskapet), który dziś jest jednym z najbardziej interesujących tego typu zespołów na terenie Szwecji. Po starannej renowacji budynku „Strykjärnet” otwarto w nim w 1991 roku muzeum pracy. Na siedmiu kondygnacjach budynku urządzona jest wystawa poświęcona codziennej pracy w fabryce i informująca o prawach pracowników i warunkach ich życia.

## Zadania i działalność
Muzeum Pracy nie gromadzi żadnych eksponatów, ale zbiera wspomnienia zawodowe, które są następnie prezentowane w formie publikacji i wystaw. Zadaniem muzeum jest dokumentowanie pracy jako działalności człowieka, dokumentowanie historii i rozwoju społeczeństwa przemysłowego, z uwzględnieniem warunków pracy kobiet i mężczyzn. Organizowane wystawy, seminaria i programy muzealne mają za cel pobudzanie zwiedzających do refleksji i dyskusji.
Muzeum ponosi szczególną odpowiedzialność za wszystkie muzea pracy w Szwecji, których jest 1440. W celu zachowania i wykorzystania dziedzictwa kulturowego jakim jest praca oraz udokumentowania historii społeczeństwa przemysłowego, muzeum współpracuje z innymi muzeami i instytucjami o podobnej orientacji, a poprzez kontakty z uczelniami i szkołami regionu Östergötland tworzy i rozwija własną bazę wiedzy.
Od strony organizacyjnej Muzeum Pracy jest prywatną fundacją związków zawodowych: LO (Landsorganisation) i TCO (Tjänstemännens Centralorganisation), spółdzielczych: KF (Kooperativa Förbundet) oraz oświatowych: ABF (Arbetarnas Bildningsförbund) i Sensus studieförbund. Działalność placówki jest finansowana z dotacji państwowych, grantów z fundacji i organizacji oraz z własnej działalności komercyjnej (organizowanie konferencji, prowadzenie restauracji i sklepu).

### Dokumentacja fotograficzna
Jednym z głównych kierunków działalności Muzeum Pracy jest fotografia dokumentalna. Jej głównym zadaniem jest ukazanie i opowiedzenie o tej rzeczywistości, która nie zawsze jest dostrzegana w sferze publicznej i codziennej debacie. Zdjęcie dokumentalne oraz ustna historia staje się narzędziem opisu współczesnego społeczeństwa i odzwierciedla jego otoczenie. Wychodzi się z założenia, że życie każdego człowieka zasługuje na to, żeby opowiedzieć o nim w słowach i obrazach. Wystawy fotograficzne często stanowią aktualny przyczynek do debat publicznych. Co roku w muzeum eksponowanych jest około 10 wystaw fotograficznych. Od 2001 roku Muzeum Pracy corocznie przyznaje trzem fotografom nagrodę w dziedzinie fotografii dokumentalnej. W połączeniu z ceremonią wręczenia nagród odbywają się warsztaty fotografii.